# Whole Lotta Red
Whole Lotta Red (с англ. — «Весь в красном», МФА: [hoʊl ˈlɑtə rɛd]) — второй студийный альбом американского рэпера Playboi Carti, выпущенный 25 декабря 2020 года на лейблах AWGE и Interscope Records. Он содержит гостевые участия от Фьючера, Кида Кади и Канье Уэста, который выступил исполнительным продюсером пластинки.
Whole Lotta Red получил в основном положительные отзывы от музыкальных критиков. Пластинка попала в списки лучших за 2021 год, а журнал Rolling Stone включил его в свой рейтинг 200 величайших хип-хоп-альбомов всех времён. Он дебютировал на первом месте Billboard 200, заработав 100 000 эквивалентных единиц, из которых 10 000 были чистыми продажами, это первый альбомом рэпера под номером один в США. В январе 2022 года Whole Lotta Red получил золотую сертификацию Американской ассоциации звукозаписывающей индустрии (RIAA).

## История
Впервые название альбома было озвучено в августе 2018 года. В марте 2019 года во время интервью изданию GQ Playboi Carti заявил, что креативным директором пластинки выступит Вирджил Абло. В мае того же года в сеть просочилась совместная с Young Nudy песня «Pissy Pamper». Она обрела успех благодаря куплету Картера, в котором он использовал вокальный приём Baby Voice. За этим последовала серия других утечек, что побудило Playboi Carti переделать альбом. В июне 2019 года рэпер рассказал в интервью The Fader, что начал записывать Whole Lotta Red ближе к концу 2018 года, записываясь на студии DJ Drama Means Street Studios в Атланте.
23 ноября 2020 года Playboi Carti поделился в социальных сетях о том, что альбом был передан его лейблу для дальнейшего выпуска. 11 декабря DJ Akademiks заявил во время прямой трансляции, что Канье Уэст и Мэтью Уильямс являются исполнительными продюсерами пластинки. Более того, он поделился, что альбом выйдет на католическое рождество. Впоследствии в разных городах США на стенах появились красные надписи Whole Lotta Red в качестве промо. 21 декабря Картер продемонстрировал обложку.

## Музыкальный стиль
Альбом стал родоначальником поджанра rage, который в основном характеризуется использованием стереофонических патчей, напоминающих саундтреки к видеоиграм 1980-х и 1990-х годов. Мелодии аранжированы в виде коротких лупов, которые повторяются на протяжении всей песни, они наложены на трэп-бит, содержащий перегруженный 808-й бас.

## Обложка и тематика
Обложка альбома была опубликована 21 декабря 2020 года. Её создал Юнг «Art Dealer» Чанг. Она представляет собой чёрно-белое изображение Playboi Carti со словом «Red» большими красными буквами в её верхней части. На левой стороне имеется надпись «Volume One Number One». Она основана на обложке панк-рок-журнала конца 1970-х Slash и отдаёт дань уважения Дэйву Вэниану. Стилистика альбома вдохновлена культурой хэви-метала и вампирской тематикой.

## Коммерческий успех
Whole Lotta Red дебютировал на первом месте в чарте Billboard 200 с 100 000 единицами, эквивалентных альбому (включая 10 000 физических копий). Это первый альбом Картера, который попал на первое место в чарте. Релиз собрал 126,43 миллионов стримингов за шесть дней.

## Список композиций
По данным сервиса Tidal.
| №                   | Название                               | Автор(ы) | Продюсер(ы)                   | Длительность |
| ------------------- | -------------------------------------- | --- | ----------------------------- | ------------ |
| 1.                  | «Rockstar Made»                        | Jordan Carter Richard Ortiz Jonah Abraham | F1lthy Jonah Abraham          | 3:13         |
| 2.                  | «Go2DaMoon» (при участии Канье Уэста)  | Carter Kanye West Wesley Glass | Wheezy                        | 1:59         |
| 3.                  | «Stop Breathing»                       | Carter Ortiz Pierre Thevenot Thomas Ross | F1lthy Lukrative Ssort        | 3:38         |
| 4.                  | «Beno!»                                | Carter Tobias Dekker Jalan Lowe | Outtatown lil88               | 2:23         |
| 5.                  | «JumpOutTheHouse»                      | Carter Tony Sun | Richie Souf                   | 1:33         |
| 6.                  | «M3tamorphosis» (при участии Кид Кади) | Carter Scott Mescudi Ortiz Gabriel Rousseau | F1lthy Gab3                   | 5:12         |
| 7.                  | «Slay3r»                               | Carter Roark Bailey Jeffrey Shannon | Roark Bailey Juberlee         | 2:44         |
| 8.                  | «No Sl33p»                             | Carter Kenneth Pannu | KP Abraham                    | 1:28         |
| 9.                  | «New Tank»                             | Carter Ortiz Abraham | F1lthy Abraham                | 1:29         |
| 10.                 | «Teen X» (при участии Фьючера)         | Carter Nayvadius Wilburn Jamaal Henry | Maaly Raw                     | 3:25         |
| 11.                 | «Meh»                                  | Carter Ortiz Dekker | Outtatown Art Dealer Star Boy | 1:58         |
| 12.                 | «Vamp Anthem»                          | Carter Pannu | KP                            | 2:04         |
| 13.                 | «New N3on»                             | Carter Henry | Maaly Raw                     | 1:56         |
| 14.                 | «Control»                              | Carter Dekker Jung Cho Anton Mendo | Outtatown Art Dealer Starboy  | 3:17         |
| 15.                 | «Punk Monk»                            | Carter Ortiz Thevenot Stefan Cismigiu | F1lthy Lukrative Lucian       | 3:49         |
| 16.                 | «On That Time»                         | Carter Ortiz Mark Williams Raul Cubina | F1lthy Oji x Volta            | 1:42         |
| 17.                 | «King Vamp»                            | Carter Cho | Art Dealer Outtatown Star Boy | 3:06         |
| 18.                 | «Place»                                | Carter Jordan Jenks | Pi’erre Bourne                | 1:57         |
| 19.                 | «Sky»                                  | Carter Cho | Art Dealer                    | 3:13         |
| 20.                 | «Over»                                 | Carter Cho | Art Dealer                    | 2:46         |
| 21.                 | «ILoveUIHateU»                         | Carter Jenks | Pi’erre Bourne                | 2:15         |
| 22.                 | «Die4Guy»                              | Carter Cho | Art Dealer Outtatown Star Boy | 2:11         |
| 23.                 | «Not PLaying»                          | Carter Cho | Art Dealer                    | 2:10         |
| 24.                 | «F33l Lik3 Dyin»                       | Carter Bailey Sun Justin Vernon James Blake Rob Moose Bradley Cook Michael Lewis Michael Noyce Brandon Burton Jeremy Nutzman Channy Leaneagh Glass Josh Berg | Bailey Richie Souf            | 3:24         |
| Общая длительность: | Общая длительность:                    | Общая длительность: | Общая длительность:           | 62:12        |

Примечания
- «Control» содержит неуказанный голос DJ Akademiks.

## Чарты
| Чарт (2020—2021)                    | Высшая позиция |
| ----------------------------------- | -------------- |
| Австралия (ARIA)                    | 15             |
| Бельгия/Фландрия (Ultratop)         | 18             |
| Бельгия/Валлония (Ultratop)         | 74             |
| Нидерланды (Album Top 100)          | 7              |
| Финляндия (Suomen virallinen lista) | 11             |
| Германия (Offizielle Top 100)       | 45             |
| Ирландия (Irish Albums Chart)       | 18             |
| Новая Зеландия (RMNZ)               | 7              |
| Норвегия (VG-lista)                 | 5              |
| Швейцария (Schweizer Hitparade)     | 4              |
| Великобритания (UK Albums Chart)    | 17             |
| США (Billboard 200)                 | 1              |

## Сертификации
| Регион                                                                      | Сертификация  | Продажи |
| --------------------------------------------------------------------------- | ------------- | ------- |
| Польша (ZPAV)                                                               | 2× Платиновый | 40 000  |
| Великобритания (BPI)                                                        | Золотой       | 100 000 |
| США (RIAA)                                                                  | Золотой       | 500 000 |
| Данные о продажах + прослушиваниях приведены только на основе сертификации. |               |         |